# Яна Новотна
Яна Новотна (чеськ. Jana Novotná, 2 жовтня 1968 — 19 листопада 2017) — чеська тенісистка-професіонал. Статус професіонала отримала в 1986 році. Під час кар'єри дуже успішно грала в парі. Переможниця 76 професійних турнірів у парі, та 24 — в одиночному розряді. Чемпіонка Вімблдонського турніру 1998 року в одиночному розряді. Це звання вона здобула, перемігши в фіналі французку Наталі Тозья. Цей фінал Вімблдону був для Яни третім. Раніше вона поступалася Штеффі Граф у 1993 та Мартіні Хінгіс у 1997. 
У парі Яна вигравала турніри Великого шолому 12 разів. Ще чотири рази вона тріумфувала у міксті.
Срібна призерка Олімпійських ігор 1988 і 1996 років у жіночому парному розряді, а також бронзова призерка 1996 року в одиночному розряді.

## Кар'єра
Яна Новотна стала професіоналом у лютому 1987 року. В перші роки своєї кар'єри була відома, перш за все завдяки успіхам у парному розряді. На початку 1990-х років Новотна почала досягати успіхів в одиночному розряді, як тільки її стала тренувати чотириразова переможниця турнірів турнірів Великого шолома в одиночному розряді Гана Мандлікова. До того її тренером був Майк Естеп.
Яна померла 19 листопада 2017 року після довгої боротьби з раком.

### 1990
На відкритому чемпіонаті Франції 1990 року Новотна, посіяна 11-ю, досягла свого найкращого результату в турнірах Великого шолома в одиночному розряді до того часу. Дійшовши до 1/16 фіналу вона зіткнулася з аргентинкою Габріелою Сабатіні (4-та сіяна). У чотирьох їхніх попередніх зустрічах Сабатіні святкувала перемогу тричі, у тому числі двічі у двох сетах. Цього разу сталося по іншому і Новотна перемогла 6-4, 7-5. У чвертьфіналі їй довелося зіткнутися з іще однією складною суперницею - Катериною Малєєвою (8-ма сіяна) з Болгарії. У двох попередніх зустрічах Новотна програла обидва рази, і після того, як Малєєва перемогла в першому сеті, здавалося Новотна програє втретє поспіль. Однак Новотна змінила хід боротьби і перемогла Малєєву 4-6, 6-2, 6-4. Але найважче випробування було проти 1-ї сіяної, німкені Штеффі Граф у півфіналі. За три роки до того, на відкритому чемпіонаті Франції 1987, Граф упевнено перемогла у двох сетах. І цього разу Граф перемогла Новотну 6-1, 6-2. За підсумками сезону вперше в кар'єрі Новотна відібралася до завершального турніру року, Чемпіонату WTA 1990, де в першому турі перемогла Сабатіні. Закінчила рік під № 13 у рейтингу WTA.

### 1991
Новотна чудово розпочала сезон 1991 року на Відкритому чемпіонаті Австралії, де була посіяна десятою і перемогла в 1/16 фіналу Зіну Гаррісон-Джексон 7-6, 6-4. У чвертьфіналі їй довелося боротися проти 1-ї посіяної Штеффі Граф, яка була переможницею трьох попередніх років. Перед тим Новотна програла всі 10 особистих зустрічей. Але цього разу створила сенсацію, перемігши 5-7, 6-4, 8-6. У півфіналі легко здолала Аранчу Санчес-Вікарио 6-2, 6-4. У фіналі їй протистояла Моніка Селеш. Хоча Новотна взяла перший сет 7-5, але в підсумку Селеш виявилася сильнішою 5-7, 6-3, 6-1. Наприкінці року Новотна посідала № 7 у рейтингу WTA.

### 1993
Два роки по тому, на Вімблдоні 1993, Новотна показала свій найкращий за кар'єру теніс. Але Новотна (8-й сіяна), щоб завоювати титул повинна була пройти Сабатіні (4-та сіяна), Мартіну Навратілову (2-га сіяна) і 1-шу сіяну Штеффі Граф. У чвертьфіналі Новотна перемогла Сабатіні у двох сетах 6-4, 6-3, хоча перед тим програла шість матчів підряд. У півфіналі перемогла Навратілову 6-4, 6-4, хоча перед тим Навратілова виграла п'ять матчів поспіль. У фінальному матчі проти Граф Новотна програла перший сет на тай-брейку, але потім захопила лідерство 6-7, 6-1, 4-1 і мала гейм-пойнт на своїй подачі 40-30. Коли вже, здавалося б, перемога в руках, Новотна злякалася і зробила подвійну помилку, дозволивши Граф повернутись у гру. Потім Граф виграла п'ять геймів поспіль, а з ними й титул. Під час церемонії вручення премії розчарована Новотна залилася сльозами на плечах у Кетрін, герцогині Кентської. Та втішала її як могла. Новотна досягнула на кінець року № 6 у рейтингу WTA.

### 1994
Сезон 1994 Новотна розпочала на високій ноті, дійшовши до чвертьфіналу Відкритого чемпіонату Австралії. У чвертьфіналі вона грала проти Габріели Сабатіні і цей матч виявився їхньою останньою особистою зустріччю. В їх попередній зустрічі на траві на Вімблдоні 1993 Новотна перемогла Сабатіні у чвертьфіналі у двох сетах. Цього разу, на австралійському твердому покритті, Сабатіні виявилася сильнішою 6-3, 6-4. На Відкритому чемпіонаті Франції Новотну вибила у першому колі Анна Смашнова у двох сетах. На Вімблдоні Новотна вийшла у чвертьфінал, де вона ще раз зіткнулася з Мартіною Навратіловою. Новотна поступилась у трьох сетах, 5-7, 6-0, 6-1. На відкритому чемпіонаті США Новотна була посіяна під 7-им номером. Вона дійшла до півфіналу, де зустрілася з топ-сіяною Штеффі Граф. Починаючи з відкритого чемпіонату Франції 1992 Граф виграла 9 особистих матчів поспіль. Ця тенденція продовжилась і Граф перемогла у двох сетах, 6-3, 7-5.

### 1997
Новотній знадобилося чотири роки, щоб досягти іншого фіналу Вімблдону. 1997 року вона зіткнулася з 1-ю сіяною Мартіною Хінгіс і програла в трьох сетах. Але на шляху до фіналу Новотній довелося пройти через Мері Джо Фернандес у 1/16. Після того, як Фернандес близько виграла перший сет 7-5, Новотна взяла гору в другому 6-4, а потім у впертій боротьбі здолала суперницю в третьому 7-5. У чвертьфіналі у двох сетах перемогла індонезійку Яюк Басукі. Тепер знову в півфіналі Вімблдону її суперницею була Аранча Санчес Вікаріо. Іспанка була переможницею в семи з дев'яти попередніх зустрічей, але більшість з цих матчів були зіграні на ґрунті. На траві, Новотна мала явну перевагу, тож вона перемогла Санчес-Вікаріо 6-4, 6-2. У фіналі проти Хінгіс, Новотна почала впевнено, взявши стартовий сет 6-2. Але Хінгіс знайшла ключ до її подачі й взяла другий сет 6-3. В третьому сеті повторився сценарій другого - 6-3 на користь Хінгіс. Це була друга поразки Новотної у фіналі Вімблдону. Проте, вона виграла року фінальний турнір року чемпіонат WTA 1997, після перемоги у фіналі над Марі П'єрс, і завершила рік на найвищому для себе місці № 2 в одиночному розряді. На додаток до перемоги у фінальному турнірі року, Новотна виграла ще три турніри серії WTA в одиночному розряді за підсумками року.

### 1998: Тріумф на Вімблдоні
Для Новотної момент слави на Вімблдоні нарешті настав 1998 року. Після близької перемоги у чвертьфіналі над Вінус Вільямс, вона взяла реванш за торішню поразку у Мартіни Хінгіс в півфіналі в двох сетах. Одиночний титул їй принесла перемога над "ветераном" Наталі Тозья у фіналі у двох сетах. У 29 років і 9 місяців Новотна стала найстарішою учасницею турнірів Великого шолома, яка вперше в кар'єрі виграла один з них. Її рекорд побила Франческа Ск'явоне в 2010 році, коли перемогла на відкритому чемпіонаті Франції у 29 років і 11 місяців. Потім його перевершила Флавія Пеннетта після перемоги на відкритому чемпіонаті США 2015, коли їй було 33 роки і 6 місяців.
Новотна виграла 12 титулів на турнірах Великого шолома в жіночому парному розряді (на Вімблдоні чотири, три на Відкритому чемпіонаті Франції, три на відкритому чемпіонаті США і два на Відкритому чемпіонаті Австралії) і 4 титули на турнірах Великого шолома в змішаному парному розряді (два на Відкритому чемпіонаті Австралії, один на Вімблдоні, і один на Відкритому чемпіонаті США). Впродовж кар'єри вона 11 разів за підсумками року опинялась на першій стрічці рейтингу в парному розряді.
Новотна була в складі Чехословацької команди, яка виграла Кубок Федерації в 1988 році. На Олімпійських іграх Новотна вигравала срібну медаль в жіночому парному розряді у 1988 і 1996 роках, а також бронзову медаль в одиночному розряді в 1996 році.
Вона завойовували титули на всіх чотирьох покриттях і 1998 року перетнула $10 - мільйонну позначку призових за кар'єру, ставши п'ятим гравцем, який досягнув цього рубежу. Виграла понад 500 одиночних матчів, ставши 15-й жінкою у відкритій ері, якій це вдалось.
1998 року тандем Новотної з Мартіною Хінгіс названий командою року WTA в парному розряді. Аналогічне звання вона також здобула 1997 року разом з Ліндсей Девенпорт, 1996 року - з Аранчею Санчес-Вікаріо, 1991 року - з Джиджі Фернандес, а в 1989 і 1990 роках з Геленою Суковою.
Новотна завершила виступати в тенісному турі в 1999 році. Під час своєї 14-річної кар'єри виграла 100 титулів (24 в одиночному розряді і 76 в парному). Була введена в Міжнародну тенісну залу слави у 2005 році.
Від 2000 до 2002 року працювала коментатором Вімблдонського турніру для BBC. Починаючи з 2009 року грає в парному розряді за запрошенням. У 2010 році її партнеркою була Мартіна Навратілова. Також грала за запрошенням в інших турнірах "Великого шолома".

## Смерть
Яна Новотна померла 19 листопада 2017 року, в себе на батьківщині в Чехії, в оточенні родини, після тривалої боротьби з раком. Їй було 49 років.

## Особисте життя
Новотна мешкала у Флориді до 2010 року, після чого повернулася до рідної Чехії. Вона придбала невеликий маєток у селі Оміце, поблизу свого рідного міста Брно, де жила зі своєю партнеркою, колишньою польською тенісисткою Івоною Кучинською.

## Основні фінали

### Фінальні матчі турнірів Великого шолому

#### В одиночному розряді: 4 (1 титул, 3 фінали)
| Результат   | Рік  | Турнір          | Покриття | Оппонент у фіналі | Рахунок матчу      |
| ----------- | ---- | --------------- | -------- | ----------------- | ------------------ |
| Фіналістка  | 1991 | Australian Open | Тверде   | Моніка Селеш      | 7–5, 3–6, 1–6      |
| Фіналістка  | 1993 | Вімблдон        | Трава    | Штеффі Граф       | 6–7(6–8), 6–1, 4–6 |
| Фіналістка  | 1997 | Вімблдон        | Трава    | Мартіна Хінгіс    | 6–2, 3–6, 3–6      |
| Переможниця | 1998 | Вімблдон        | Трава    | Наталі Тозья      | 6–4, 7–6(7–2)      |

#### У жіночому парному розряді: 23 (12 титулів, 11 фіналів)
| Результат   | Рік  | Турнір          | Покриття | Партнерка             | Оппоненти у фіналі                   | Рахунок матчу      |
| ----------- | ---- | --------------- | -------- | --------------------- | ------------------------------------ | ------------------ |
| Переможниця | 1989 | Вімблдон        | Трава    | Гелена Сукова         | Лариса Нейланд Наташа Звєрєва        | 6–1, 6–2           |
| Переможниця | 1990 | Australian Open | Тверде   | Гелена Сукова         | Патті Фендік Мері Джо Фернандес      | 7–6(7–5), 7–6(8–6) |
| Переможниця | 1990 | Ролан Гаррос    | Ґрунт    | Гелена Сукова         | Лариса Нейланд Наташа Звєрєва        | 6–4, 7–5           |
| Переможниця | 1990 | Вімблдон        | Трава    | Гелена Сукова         | Кеті Джордан Елізабет Смайлі         | 6–3, 6–4           |
| Фіналістка  | 1990 | US Open         | Тверде   | Гелена Сукова         | Джиджі Фернандес Мартіна Навратілова | 2–6, 4–6           |
| Фіналістка  | 1991 | Australian Open | Тверде   | Джиджі Фернандес      | Патті Фендік Мері Джо Фернандес      | 6–7(4–7), 1–6      |
| Переможниця | 1991 | Ролан Гаррос    | Ґрунт    | Джиджі Фернандес      | Лариса Нейланд Наташа Звєрєва        | 6–4, 6–0           |
| Фіналістка  | 1991 | Вімблдон        | Трава    | Джиджі Фернандес      | Лариса Нейланд Наташа Звєрєва        | 4–6, 6–3, 4–6      |
| Фіналістка  | 1991 | US Open         | Тверде   | Лариса Нейланд        | Пем Шрайвер Наташа Звєрєва           | 4–6, 6–4, 6–7(5–7) |
| Фіналістка  | 1992 | Вімблдон        | Трава    | Лариса Нейланд        | Джиджі Фернандес Наташа Звєрєва      | 4–6, 1–6           |
| Фіналістка  | 1992 | US Open         | Тверде   | Лариса Нейланд        | Джиджі Фернандес Наташа Звєрєва      | 6–7(4–7), 1–6      |
| Фіналістка  | 1993 | Ролан Гаррос    | Ґрунт    | Лариса Нейланд        | Джиджі Фернандес Наташа Звєрєва      | 3–6, 5–7           |
| Фіналістка  | 1993 | Вімблдон        | Трава    | Лариса Нейланд        | Джиджі Фернандес Наташа Зверєва      | 4–6, 7–6(9–7), 4–6 |
| Фіналістка  | 1994 | Вімблдон        | Трава    | Аранча Санчес Вікаріо | Джиджі Фернандес Наташа Звєрєва      | 4–6, 1–6           |
| Переможниця | 1994 | US Open         | Тверде   | Аранча Санчес-Вікаріо | Катерина Малєєва Робін Вайт          | 6–3, 6–3           |
| Переможниця | 1995 | Australian Open | Тверде   | Аранча Санчес-Вікаріо | Джиджі Фернандес Наташа Звєрєва      | 6–3, 6–7(3–7), 6–4 |
| Фіналістка  | 1995 | Ролан Гаррос    | Ґрунт    | Аранча Санчес-Вікаріо | Джиджі Фернандес Наташа Звєрєва      | 6–7(6–8), 6–4, 7–5 |
| Переможниця | 1995 | Вімблдон        | Трава    | Аранча Санчес-Вікаріо | Джиджі Фернандес Наташа Звєрєва      | 7–5, 5–7, 4–6      |
| Фіналістка  | 1996 | US Open         | Тверде   | Аранча Санчес-Вікаріо | Джиджі Фернандес Наташа Звєрєва      | 6–1, 1–6, 4–6      |
| Переможниця | 1997 | US Open         | Тверде   | Ліндсі Девенпорт      | Джиджі Фернандес Наташа Звєрєва      | 6–3, 6–4           |
| Переможниця | 1998 | Ролан Гаррос    | Ґрунт    | Мартіна Хінгіс        | Ліндсі Девенпорт Наташа Звєрєва      | 6–1, 7–6(7–4)      |
| Переможниця | 1998 | Вімблдон        | Трава    | Мартіна Хінгіс        | Ліндсі Девенпорт Наташа Звєрєва      | 6–3, 3–6, 8–6      |
| Переможниця | 1998 | US Open         | Тверде   | Мартіна Хінгіс        | Ліндсі Девенпорт Наташа Звєрєва      | 6–3, 6–3           |

#### В змішаному парному розряді: 5 (4 титули, 1 фінал)
| Результат   | Рік  | Турнір          | Покриття | Партнер       | Оппоненти у фіналі                | Рахунок матчу |
| ----------- | ---- | --------------- | -------- | ------------- | --------------------------------- | ------------- |
| Переможниця | 1988 | Australian Open | Тверде   | Джим П'ю      | Мартіна Навратілова Тім Галліксон | 5–7, 6–2, 6–4 |
| Переможниця | 1988 | US Open         | Тверде   | Джим П'ю      | Елізабет Смайлі Патрік Макінрой   | 7–5, 6–3      |
| Переможниця | 1989 | Australian Open | Тверде   | Джим П'ю      | Зіна Гаррісон Шервуд Стюарт       | 6–3, 6–4      |
| Переможниця | 1989 | Вімблдон        | Трава    | Джим П'ю      | Дженні Бірн Марк Кратцманн        | 4–6, 7–5, 6–4 |
| Фіналістка  | 1994 | US Open         | Тверде   | Тодд Вудбрідж | Елна Рейнах Патрік Гелбрайт       | 6–2, 6–4      |

### Олімпійські ігри

#### В одиночному розряді: 1 (1 бронзова медаль)
| Результат | Рік  | Місце   | Покриття | Оппонент у фіналі  | Рахунок матчу |
| --------- | ---- | ------- | -------- | ------------------ | ------------- |
| Бронза    | 1996 | Атланта | Тверде   | Мері Джо Фернандес | 7–6(8–6), 6–4 |

#### Women's doubles: 2 (2 silver medals)
| Результат | Рік  | Місце                       | Покриття | Партнерка     | Оппоненти у фіналі                  | Рахунок матчу  |
| --------- | ---- | --------------------------- | -------- | ------------- | ----------------------------------- | -------------- |
| Срібло    | 1988 | Сеул                        | Тверде   | Гелена Сукова | Зіна Гаррісон Пем Шрайвер           | 4–6, 6–2, 10–8 |
| Срібло    | 1996 | Літні Олімпійські ігри 1996 | Тверде   | Гелена Сукова | Джиджі Фернандес Мері Джо Фернандес | 7–6(8–6), 6–4  |

### Чемпіонати WTA Туру

#### В одиночному розряді: 1 (1 титул, 0 фіналів)
| Результат   | Рік  | Місце    | Покриття | Оппонент у фіналі | Рахунок матчу      |
| ----------- | ---- | -------- | -------- | ----------------- | ------------------ |
| Переможниця | 1997 | Нью-Йорк | Килим    | Марі П'єрс        | 7–6(7–4), 6–2, 6–3 |

#### В парному розряді: 7 (2 титули, 5 фіналів)
| Результат   | Рік  | Місце    | Покриття | Партнерка             | Оппоненти у фіналі                  | Рахунок матчу      |
| ----------- | ---- | -------- | -------- | --------------------- | ----------------------------------- | ------------------ |
| Фіналістка  | 1991 | Нью-Йорк | Килим    | Джиджі Фернандес      | Мартіна Навратілова Пем Шрайвер     | 4–6, 7–5, 6–4      |
| Фіналістка  | 1992 | Нью-Йорк | Килим    | Лариса Нейланд        | Аранча Санчес Вікаріо Гелена Сукова | 7–6(7–4), 6–1      |
| Фіналістка  | 1993 | Нью-Йорк | Килим    | Лариса Нейланд        | Джиджі Фернандес Наташа Звєрєва     | 6–3, 7–5           |
| Фіналістка  | 1994 | Нью-Йорк | Килим    | Аранча Санчес Вікаріо | Джиджі Фернандес Наташа Звєрєва     | 6–3, 6–7(4–7), 6–3 |
| Переможниця | 1995 | Нью-Йорк | Килим    | Аранча Санчес Вікаріо | Джиджі Фернандес Наташа Звєрєва     | 6–2, 6–1           |
| Фіналістка  | 1996 | Нью-Йорк | Килим    | Аранча Санчес Вікаріо | Ліндсі Девенпорт Мері Джо Фернандес | 6–3, 6–2           |
| Переможниця | 1997 | Нью-Йорк | Килим    | Ліндсі Девенпорт      | Александра Фусаї Наталі Тозья       | 6–7(5–7), 6–3, 6–2 |

## Фінали турнірів WTA

### Одиночний розряд 40 (24–16)
| Переможниця — Legend          |
| ----------------------------- |
| Турніри великого шолому (1–3) |
| Чемпіонат WTA Tour (1–0)      |
| I категорія (2–0)             |
| II категорія (11–8)           |
| III категорія (5–3)           |
| IV категорія (2–1)            |
| V категорія (2–1)             |

| Titles by Покриття |
| ------------------ |
| Тверде (5–2)       |
| Трава (2–3)        |
| Ґрунт (4–2)        |
| Килим (13–9)       |

| Результат   | #   | Дата              | Турнір          | Покриття   | Оппонент у фіналі     | Рахунок матчу      |
| ----------- | --- | ----------------- | --------------- | ---------- | --------------------- | ------------------ |
| Фіналістка  | 1.  | 28 грудня 1987    | Брисбен         | Трава      | Пем Шрайвер           | 6–7(6–8), 6–7(7–4) |
| Переможниця | 1.  | 28 листопада 1988 | Аделаїда        | Тверде     | Jana Pospíšilová      | 7–5, 6–4           |
| Фіналістка  | 2.  | 1 травня 1989     | Гамбург         | Ґрунт      | Штеффі Граф           | w/o                |
| Переможниця | 2.  | 22 травня 1989    | Страсбург       | Ґрунт      | Патрісія Тарабіні     | 6–1, 6–2           |
| Фіналістка  | 3.  | 16 жовтня 1989    | Цюрих           | Килим      | Штеффі Граф           | 1–6, 6–7(6–8)      |
| Переможниця | 3.  | 6 серпня 1990     | Альбукерке      | Тверде     | Лаура Гілдермейстер   | 6–4, 6–4           |
| Переможниця | 4.  | 7 січня 1991      | Сідней          | Тверде     | Аранча Санчес Вікаріо | 6–4, 6–2           |
| Фіналістка  | 4.  | 14 січня 1991     | Australian Open | Тверде     | Моніка Селеш          | 7–5, 3–6, 1–6      |
| Переможниця | 5.  | 18 лютого 1991    | Оклахома-Сіті   | Тверде (i) | Енн Сміт              | 3–6, 6–3, 6–2      |
| Фіналістка  | 5.  | 30 вересня 1991   | Лейпциг         | Килим      | Штеффі Граф           | 3–6, 3–6           |
| Фіналістка  | 6.  | 10 лютого 1992    | Чикаго          | Килим      | Мартіна Навратілова   | 6–7(4–7), 6–4, 5–7 |
| Фіналістка  | 7.  | 28 вересня 1992   | Лейпциг         | Килим      | Штеффі Граф           | 3–6, 6–1, 4–6      |
| Фіналістка  | 8.  | 19 жовтня 1992    | Брайтон         | Килим      | Штеффі Граф           | 6–4, 4–6, 6–7(3–7) |
| Переможниця | 6.  | 8 лютого 1993     | Осака           | Килим      | Кіміко Дате           | 6–3, 6–2           |
| Фіналістка  | 9.  | 21 червня 1993    | Вімблдон        | Трава      | Штеффі Граф           | 6–7(6–8), 6–1, 4–6 |
| Фіналістка  | 10. | 27 вересня 1993   | Лейпциг         | Килим      | Штеффі Граф           | 2–6, 0–6           |
| Переможниця | 7.  | 18 жовтня 1993    | Брайтон         | Килим      | Анке Хубер            | 6–2, 6–4           |
| Переможниця | 8.  | 26 вересня 1994   | Лейпциг         | Килим      | Мері П'єрс            | 7–5, 6–1           |
| Переможниця | 9.  | 17 жовтня 1994    | Брайтон         | Килим      | Гелена Сукова         | 6–7(4–7), 6–3, 6–4 |
| Переможниця | 10. | 24 жовтня 1994    | Ессен           | Килим      | Іва Майолі            | 6–2, 6–4           |
| Переможниця | 11. | 20 лютого 1995    | Лінц            | Килим      | Барбара Ріттнер       | 6–7(6–8), 6–3, 6–4 |
| Фіналістка  | 11. | 19 лютого 1996    | Ессен           | Килим      | Іва Майолі            | 5–7, 6–1, 6–7(6–8) |
| Переможниця | 12. | 20 травня 1996    | Мадрид          | Ґрунт      | Магдалена Малєєва     | 4–6, 6–4, 6–3      |
| Переможниця | 13. | 14 жовтня 1996    | Цюрих           | Килим      | Мартіна Хінгіс        | 6–2, 6–2           |
| Переможниця | 14. | 28 жовтня 1996    | Чикаго          | Килим      | Дженніфер Капріаті    | 6–4, 3–6, 6–1      |
| Переможниця | 15. | 11 листопада 1996 | Філадельфія     | Килим      | Штеффі Граф           | 6–4 ret.           |
| Фіналістка  | 12. | 17 лютого 1997    | Ганновер        | Килим      | Іва Майолі            | 6–4, 6–7(2–7), 4–6 |
| Переможниця | 16. | 19 травня 1997    | Мадрид          | Ґрунт      | Моніка Селеш          | 7–5, 6–1           |
| Фіналістка  | 13. | 23 червня 1997    | Вімблдон        | Трава      | Мартіна Хінгіс        | 6–2, 3–6, 3–6      |
| Переможниця | 17. | 22 вересня 1997   | Лейпциг         | Килим      | Аманда Кетцер         | 6–2, 4–6, 6–3      |
| Переможниця | 18. | 27 жовтня 1997    | Москва          | Килим      | Ай Суґіяма            | 6–3, 6–4           |
| Переможниця | 19. | 17 листопада 1997 | Чемпіонат WTA   | Килим      | Мері П'єрс            | 7–6(4–7), 6–2, 6–3 |
| Фіналістка  | 14. | 16 лютого 1998    | Ганновер        | Килим      | Патті Шнідер          | 0–6, 6–3, 5–7      |
| Переможниця | 20. | 23 лютого 1998    | Лінц            | Тверде (i) | Домінік Ван Руст      | 6–1, 7–6(7–2)      |
| Фіналістка  | 15. | 27 квітня 1998    | Гамбург         | Ґрунт      | Мартіна Хінгіс        | 3–6, 5–7           |
| Переможниця | 21. | 15 червня 1998    | Істборн         | Трава      | Аранча Санчес Вікаріо | 6–1, 7–5           |
| Переможниця | 22. | 22 червня 1998    | Вімблдон        | Трава      | Наталі Тозья          | 6–4, 7–6(7–2)      |
| Переможниця | 23. | 6 липня 1998      | Прага           | Ґрунт      | Sandrine Testud       | 6–3, 6–0           |
| Фіналістка  | 16. | 24 серпня 1998    | Нью-Гейвен      | Тверде     | Штеффі Граф           | 4–6, 1–6           |
| Переможниця | 24. | 15 лютого 1999    | Ганновер        | Килим      | Вінус Вільямс         | 6–4, 6–4           |

### Парний розряд 128 (76–52)
| Legend                          |
| ------------------------------- |
| Турніри Великого шолома (12/11) |
| Фінали Олімпійських ігор (0/2)  |
| Чемпіонати WTA (2/5)            |
| Вірджинія Слімс (5/1)           |
| I категорія (15/8)              |
| II категорія (28/18)            |
| III категорія (5/4)             |
| IV і V категорії (9/3)          |

| Результат   | #   | Дата              | Турнір           | Покриття   | Партнерка             | Оппоненти у фіналі                   | Рахунок матчу       |
| ----------- | --- | ----------------- | ---------------- | ---------- | --------------------- | ------------------------------------ | ------------------- |
| Переможниця | 1.  | 18 травня 1987    | Страсбург        | Ґрунт      | Катрін Сюїр           | Кетлін Хорват Марселла Мескер        | 6–0, 6–2            |
| Переможниця | 2.  | 3 серпня 1987     | Сан-Дієго        | Тверде     | Катрін Сюїр           | Еліс Берджін Шарон Волш              | 6–3, 6–4            |
| Переможниця | 3.  | 21 вересня 1987   | Гамбург          | Ґрунт      | Клаудіа Коде-Кільш    | Наталія Єгорова Лейла Месхі          | 7–6(1), 7–6(6)      |
| Фіналістка  | 1.  | 26 жовтня 1987    | Цюрих            | Килим      | Катрін Сюїр           | Наталі Герреман Паскаль Параді       | 6–3, 2–6, 6–3       |
| Фіналістка  | 2.  | 15 лютого 1988    | Окленд           | Килим      | Гана Мандлікова       | Розмарі Казалс Мартіна Навратілова   | 6–4, 6–4            |
| Переможниця | 4.  | 22 лютого 1988    | Оклахома-Сіті    | Килим      | Катрін Сюїр           | Катаріна Ліндквіст Тіна Шоєр-Ларсен  | 6–4, 6–4            |
| Фіналістка  | 3.  | 29 лютого 1988    | Вічита           | Тверде (i) | Катрін Сюїр           | Наталія Єгорова Світлана Пархоменко  | 6–3, 6–4            |
| Переможниця | 5.  | 2 травня 1988     | Рим              | Ґрунт      | Катрін Сюїр           | Дженні Бірн Джанін Томпсон           | 6–3, 4–6, 7–5       |
| Переможниця | 6.  | 25 липня 1988     | Гамбург          | Ґрунт      | Тіна Шоєр-Ларсен      | Андреа Бетцнер Юдіт Візнер           | 6–4, 6–2            |
| Переможниця | 7.  | 15 серпня 1988    | Монреаль         | Тверде     | Гелена Сукова         | Зіна Гаррісон Пем Шрайвер            | 7–6(2), 7–6(6)      |
| Переможниця | 8.  | 22 серпня 1988    | Мава             | Тверде     | Гелена Сукова         | Джиджі Фернандес Робін Вайт          | 6–3, 6–2            |
| Фіналістка  | 4.  | 20 вересня 1988   | Олімпійські Ігри | Тверде     | Гелена Сукова         | Зіна Гаррісон Пем Шрайвер            | 4–6, 6–2, 10–8      |
| Фіналістка  | 5.  | 28 листопада 1988 | Аделаїда         | Тверде     | Лорі Макніл           | Сільвія Ханіка Клаудіа Коде-Кільш    | 7–5, 6–7(4), 6–4    |
| Переможниця | 9.  | 2 січня 1989      | Брисбен          | Тверде     | Гелена Сукова         | Патті Фендік Джилл Хетерінгтон       | 6–7(4), 6–1, 6–2    |
| Переможниця | 10. | 13 березня 1989   | Бока-Ратон       | Тверде     | Гелена Сукова         | Джо Дьюрі Мері Джо Фернандес         | 6–4, 6–2            |
| Переможниця | 11. | 20 березня 1989   | Маямі            | Тверде     | Гелена Сукова         | Джиджі Фернандес Лорі Макніл         | 7–6(5), 6–4         |
| Переможниця | 12. | 24 квітня 1989    | Барселона        | Ґрунт      | Тіна Шоєр-Ларсен      | Аранча Санчес Вікаріо Юдіт Візнер    | 6–2, 2–6, 7–6(3)    |
| Фіналістка  | 6.  | 1 травня 1989     | Гамбург          | Ґрунт      | Гелена Сукова         | Ізабель Демонжо Наталі Тозья         | walkover            |
| Фіналістка  | 7.  | 19 червня 1989    | Істборн          | Трава      | Гелена Сукова         | Катріна Адамс Зіна Гаррісон          | 6–3, ret.           |
| Переможниця | 13. | 26 червня 1989    | Вімблдон         | Трава      | Гелена Сукова         | Лариса Савченко Наташа Звєрєва       | 6–1, 6–2            |
| Переможниця | 14. | 16 жовтня 1989    | Цюрих            | Килим      | Гелена Сукова         | Наталі Тозья Юдіт Візнер             | 6–3, 3–6, 6–4       |
| Фіналістка  | 8.  | 23 жовтня 1989    | Брайтон          | Килим      | Гана Мандлікова       | Катріна Адамс Лорі Макніл            | 4–6, 7–6(7), 6–4    |
| Фіналістка  | 9.  | 6 листопада 1989  | Чикаго           | Килим      | Гелена Сукова         | Лариса Савченко Наташа Звєрєва       | 6–3, 2–6, 6–3       |
| Переможниця | 15. | 1 січня 1990      | Брисбен          | Тверде     | Гелена Сукова         | Гана Мандлікова Пем Шрайвер          | 6–3, 6–1            |
| Переможниця | 16. | 8 січня 1990      | Сідней           | Тверде     | Гелена Сукова         | Лариса Нейланд Наташа Звєрєва        | 6–3, 7–5            |
| Переможниця | 17. | 15 січня 1990     | Australian Open  | Тверде     | Гелена Сукова         | Патті Фендік Мері Джо Фернандес      | 7–6(5), 7–6(6)      |
| Переможниця | 18. | 26 лютого 1990    | Індіан-Веллс     | Тверде     | Гелена Сукова         | Джиджі Фернандес Мартіна Навратілова | 6–2, 7–6(6)         |
| Переможниця | 19. | 5 березня 1990    | Бока-Ратон       | Тверде     | Гелена Сукова         | Еліс Берджін Венді Тернбулл          | 6–4, 6–2            |
| Переможниця | 20. | 16 березня 1990   | Маямі            | Тверде     | Гелена Сукова         | Бетсі Нагелсен Робін Вайт            | 6–4, 6–3            |
| Фіналістка  | 10. | 14 травня 1990    | Берлін           | Ґрунт      | Гана Мандлікова       | Ніколь Брадтке Елна Рейнах           | 6–2, 6–1            |
| Переможниця | 21. | 28 травня 1990    | Ролан Гаррос     | Ґрунт      | Гелена Сукова         | Лариса Нейланд Наташа Звєрєва        | 6–4, 7–5            |
| Переможниця | 22. | 25 червня 1990    | Вімблдон         | Трава      | Гелена Сукова         | Кеті Джордан Елізабет Смайлі         | 6–3, 6–4            |
| Переможниця | 23. | 13 серпня 1990    | Манхеттен Біч    | Тверде     | Джиджі Фернандес      | Мерседес Пас Габріела Сабатіні       | 6–3, 7–5            |
| Фіналістка  | 11. | 27 серпня 1990    | US Open          | Тверде     | Гелена Сукова         | Джиджі Фернандес Мартіна Навратілова | 6–2, 6–4            |
| Фіналістка  | 12. | 5 листопада 1990  | Ворчестер        | Килим      | Мері Джо Фернандес    | Джиджі Фернандес Гелена Сукова       | 3–6, 6–3, 6–3       |
| Переможниця | 24. | 31 грудня 1990    | Брисбен          | Тверде     | Джиджі Фернандес      | Патті Фендік Гелена Сукова           | 6–3, 6–1            |
| Фіналістка  | 13. | 7 січня 1991      | Сідней           | Тверде     | Джиджі Фернандес      | Аранча Санчес Вікаріо Гелена Сукова  | 6–1, 6–4            |
| Фіналістка  | 14. | 14 січня 1991     | Australian Open  | Тверде     | Джиджі Фернандес      | Патті Фендік Мері Джо Фернандес      | 7–6(4), 6–1         |
| Переможниця | 25. | 11 лютого 1991    | Чикаго           | Килим      | Джиджі Фернандес      | Мартіна Навратілова Пем Шрайвер      | 6–2, 6–4            |
| Фіналістка  | 15. | 15 березня 1991   | Маямі            | Тверде     | Джиджі Фернандес      | Мері Джо Фернандес Зіна Гаррісон     | 7–5, 6–2            |
| Переможниця | 26. | 29 квітня 1991    | Гамбург          | Ґрунт      | Лариса Нейланд        | Аранча Санчес Вікаріо Гелена Сукова  | 7–5, 6–1            |
| Переможниця | 27. | 27 травня 1991    | Ролан Гаррос     | Ґрунт      | Джиджі Фернандес      | Лариса Нейланд Наташа Звєрєва        | 6–4, 6–0            |
| Фіналістка  | 16. | 17 червня 1991    | Істборн          | Трава      | Джиджі Фернандес      | Лариса Нейланд Наташа Звєрєва        | 2–6, 6–4, 6–4       |
| Фіналістка  | 17. | 24 червня 1991    | Вімблдон         | Трава      | Джиджі Фернандес      | Лариса Нейланд Наташа Звєрєва        | 6–4, 3–6, 6–4       |
| Переможниця | 28. | 19 серпня 1991    | Вашингтон        | Тверде     | Лариса Нейланд        | Джиджі Фернандес Наташа Звєрєва      | 5–7, 6–1, 7–6(10)   |
| Фіналістка  | 18. | 26 серпня 1991    | US Open          | Тверде     | Лариса Нейланд        | Пем Шрайвер Наташа Звєрєва           | 6–4, 4–6, 7–6(5)    |
| Переможниця | 29. | 7 жовтня 1991     | Цюрих            | Килим      | Андреа Стрнадова      | Зіна Гаррісон Лорі Макніл            | 6–4, 6–3            |
| Переможниця | 30. | 14 жовтня 1991    | Фільдерштадт     | Килим      | Мартіна Навратілова   | Пем Шрайвер Наташа Звєрєва           | 6–2, 5–7, 6–4       |
| Переможниця | 31. | 11 листопада 1991 | Філадельфія      | Килим      | Лариса Нейланд        | Мері Джо Фернандес Зіна Гаррісон     | 6–2, 6–4            |
| Фіналістка  | 19. | 18 листопада 1991 | Нью-Йорк         | Килим      | Джиджі Фернандес      | Мартіна Навратілова Пем Шрайвер      | 4–6, 7–5, 6–4       |
| Переможниця | 32. | 30 грудня 1991    | Брисбен          | Тверде     | Лариса Нейланд        | Манон Боллеграф Ніколь Брадтке       | 6–4, 6–3            |
| Переможниця | 33. | 26 березня 1992   | Тампа            | Ґрунт      | Лариса Нейланд        | Аранча Санчес Вікаріо Наташа Звєрєва | 6–4, 6–2            |
| Фіналістка  | 20. | 30 березня 1992   | Гілтон-Гед       | Ґрунт      | Лариса Нейланд        | Аранча Санчес Вікаріо Наташа Звєрєва | 6–4, 6–2            |
| Фіналістка  | 21. | 6 квітня 1992     | Амелія Айленд    | Ґрунт      | Зіна Гаррісон         | Аранча Санчес Вікаріо Наташа Звєрєва | 6–1, 6–0            |
| Переможниця | 34. | 11 травня 1992    | Берлін           | Ґрунт      | Лариса Нейланд        | Джиджі Фернандес Наташа Звєрєва      | 7–6(5), 4–6, 7–5    |
| Переможниця | 35. | 15 червня 1992    | Істборн          | Трава      | Лариса Нейланд        | Мері Джо Фернандес Зіна Гаррісон     | 6–0, 6–3            |
| Фіналістка  | 22. | 22 червня 1992    | Вімблдон         | Трава      | Лариса Нейланд        | Джиджі Фернандес Наташа Звєрєва      | 6–4, 6–1            |
| Переможниця | 36. | 24 серпня 1992    | Сан-Дієго        | Тверде     | Лариса Нейланд        | Кончіта Мартінес Мерседес Пас        | 6–1, 6–4            |
| Фіналістка  | 23. | 31 серпня 1992    | US Open          | Тверде     | Лариса Нейланд        | Джиджі Фернандес Наташа Звєрєва      | 7–6(4), 6–1         |
| Переможниця | 37. | 28 вересня 1992   | Лейпциг          | Килим      | Лариса Нейланд        | Патті Фендік Андреа Стрнадова        | 7–5, 7–6(4)         |
| Переможниця | 38. | 19 жовтня 1992    | Брайтон          | Килим      | Лариса Нейланд        | Кончіта Мартінес Радка Зрубакова     | 6–4, 6–1            |
| Фіналістка  | 24. | 16 листопада 1992 | Нью-Йорк         | Килим      | Лариса Нейланд        | Аранча Санчес Вікаріо Гелена Сукова  | 7–6(4), 6–1         |
| Переможниця | 39. | 8 лютого 1993     | Осака            | Килим      | Лариса Нейланд        | Магдалена Малєєва Мануела Малеєва    | 6–1, 6–3            |
| Переможниця | 40. | 15 лютого 1993    | Париж            | Килим      | Андреа Стрнадова      | Джо Дьюрі Катрін Сюїр                | 7–6(2), 6–2         |
| Фіналістка  | 25. | 1 березня 1993    | Делфрей Біч      | Тверде     | Лариса Нейланд        | Джиджі Фернандес Наташа Звєрєва      | 6–2, 6–2            |
| Переможниця | 41. | 12 березня 1993   | Маямі            | Тверде     | Лариса Нейланд        | Джилл Хетерінгтон Кеті Ріналді       | 6–2, 7–5            |
| Фіналістка  | 26. | 26 квітня 1993    | Гамбург          | Ґрунт      | Лариса Нейланд        | Штеффі Граф Ренне Стаббс             | 6–4, 7–6(5)         |
| Переможниця | 42. | 3 травня 1993     | Рим              | Ґрунт      | Аранча Санчес Вікаріо | Мері Джо Фернандес Зіна Гаррісон     | 6–4, 6–2            |
| Фіналістка  | 27. | 24 травня 1993    | Ролан Гаррос     | Ґрунт      | Лариса Нейланд        | Джиджі Фернандес Наташа Звєрєва      | 6–3, 7–5            |
| Фіналістка  | 28. | 14 червня 1993    | Істборн          | Трава      | Лариса Нейланд        | Джиджі Фернандес Наташа Звєрєва      | 2–6, 7–5, 6–1       |
| Фіналістка  | 29. | 21 червня 1993    | Вімблдон         | Трава      | Лариса Нейланд        | Джиджі Фернандес Наташа Звєрєва      | 6–4, 6–7(9), 6–4    |
| Переможниця | 43. | 16 серпня 1993    | Торонто          | Тверде     | Лариса Нейланд        | Аранча Санчес Вікаріо Гелена Сукова  | 6–1, 6–2            |
| Фіналістка  | 30. | 27 вересня 1993   | Лейпциг          | Килим      | Лариса Нейланд        | Джиджі Фернандес Наташа Звєрєва      | 6–3, 6–2            |
| Фіналістка  | 31. | 15 листопада 1993 | Нью-Йорк         | Килим      | Лариса Нейланд        | Джиджі Фернандес Наташа Звєрєва      | 6–3, 7–5            |
| Фіналістка  | 32. | 10 січня 1994     | Сідней           | Тверде     | Аранча Санчес Вікаріо | Патті Фендік Мередіт Макгретh        | 6–2, 6–3            |
| Переможниця | 44. | 28 лютого 1994    | Делфрей Біч      | Тверде     | Аранча Санчес Вікаріо | Манон Боллеграф Гелена Сукова        | 6–2, 6–0            |
| Переможниця | 45. | 24 березня 1994   | Тампа            | Ґрунт      | Аранча Санчес Вікаріо | Джиджі Фернандес Наташа Звєрєва      | 6–2, 7–5            |
| Переможниця | 46. | 25 квітня 1994    | Гамбург          | Ґрунт      | Аранча Санчес Вікаріо | Євгенія Манюкова Лейла Месхі         | 6–3, 6–2            |
| Фіналістка  | 33. | 9 травня 1994     | Берлін           | Ґрунт      | Аранча Санчес Вікаріо | Джиджі Фернандес Наташа Звєрєва      | 6–3, 7–6(2)         |
| Фіналістка  | 34. | 20 червня 1994    | Вімблдон         | Трава      | Аранча Санчес Вікаріо | Джиджі Фернандес Наташа Звєрєва      | 6–4, 6–1            |
| Переможниця | 47. | 1 серпня 1994     | Сан-Дієго        | Тверде     | Аранча Санчес Вікаріо | Джинджер Хельгесон Рейчел Макквіллан | 6–3, 6–3            |
| Фіналістка  | 35. | 8 серпня 1994     | Лос-Анджелес     | Тверде     | Ліза Реймонд          | Жюлі Алар-Декюжі Наталі Тозья        | 6–1, 0–6, 6–1       |
| Переможниця | 48. | 29 серпня 1994    | US Open          | Тверде     | Аранча Санчес Вікаріо | Катерина Малєєва Робін Вайт          | 6–3, 6–3            |
| Фіналістка  | 36. | 17 жовтня 1994    | Брайтон          | Килим      | Мері Джо Фернандес    | Манон Боллеграф Лариса Нейланд       | 4–6, 6–2, 6–3       |
| Фіналістка  | 37. | 14 листопада 1994 | Нью-Йорк         | Килим      | Аранча Санчес Вікаріо | Джиджі Фернандес Наташа Звєрєва      | 6–3, 6–7(4), 6–3    |
| Переможниця | 49. | 9 січня 1995      | Сідней           | Тверде     | Ліндсі Девенпорт      | Патті Фендік Мері Джо Фернандес      | 7–5, 2–6, 6–4       |
| Переможниця | 50. | 16 січня 1995     | Australian Open  | Тверде     | Аранча Санчес Вікаріо | Джиджі Фернандес Наташа Звєрєва      | 6–3, 6–7(3), 6–4    |
| Переможниця | 51. | 6 березня 1995    | Делфрей Біч      | Тверде     | Мері Джо Фернандес    | Лорі Макніл Лариса Нейланд           | 6–4, 6–0            |
| Переможниця | 52. | 17 березня 1995   | Маямі            | Тверде     | Аранча Санчес Вікаріо | Джиджі Фернандес Наташа Звєрєва      | 7–5, 2–6, 6–3       |
| Фіналістка  | 38. | 29 травня 1995    | Ролан Гаррос     | Ґрунт      | Аранча Санчес Вікаріо | Джиджі Фернандес Наташа Звєрєва      | 6–7(6), 6–4, 7–5    |
| Переможниця | 53. | 19 червня 1995    | Істборн          | Трава      | Аранча Санчес Вікаріо | Джиджі Фернандес Наташа Звєрєва      | 0–6, 6–3, 6–4       |
| Переможниця | 54. | 26 червня 1995    | Вімблдон         | Трава      | Аранча Санчес Вікаріо | Джиджі Фернандес Наташа Звєрєва      | 5–7, 7–5, 6–4       |
| Переможниця | 55. | 13 листопада 1995 | Нью-Йорк         | Килим      | Аранча Санчес Вікаріо | Джиджі Фернандес Наташа Звєрєва      | 6–2, 6–1            |
| Переможниця | 56. | 12 лютого 1996    | Париж            | Килим      | Крісті Богерт         | Жюлі Алар-Декюжі Наталі Тозья        | 6–4, 6–3            |
| Переможниця | 57. | 21 березня 1996   | Маямі            | Тверде     | Аранча Санчес Вікаріо | Мередіт Макгретh Лариса Нейланд      | 6–4, 6–4            |
| Переможниця | 58. | 1 квітня 1996     | Гілтон-Гед       | Ґрунт      | Аранча Санчес Вікаріо | Джиджі Фернандес Мері Джо Фернандес  | 6–2, 6–3            |
| Переможниця | 59. | 20 травня 1996    | Мадрид           | Ґрунт      | Аранча Санчес Вікаріо | Сабін Аппельманс Міріам Ореманс      | 7–6(4), 6–2         |
| Переможниця | 60. | 17 червня 1996    | Істборн          | Трава      | Аранча Санчес Вікаріо | Разалін Фейрбенк Пем Шрайвер         | 4–6, 7–5, 6–4       |
| Фіналістка  | 39. | 23 липня 1996     | Олімпійські Ігри | Тверде     | Гелена Сукова         | Джиджі Фернандес Мері Джо Фернандес  | 7–6(6), 6–4         |
| Фіналістка  | 40. | 26 серпня 1996    | US Open          | Тверде     | Аранча Санчес Вікаріо | Джиджі Фернандес Наташа Звєрєва      | 1–6, 6–1, 6–4       |
| Переможниця | 61. | 7 жовтня 1996     | Фільдерштадт     | Тверде (i) | Ніколь Арендт         | Мартіна Хінгіс Гелена Сукова         | 6–2, 6–3            |
| Фіналістка  | 41. | 18 листопада 1996 | Нью-Йорк         | Килим      | Аранча Санчес Вікаріо | Ліндсі Девенпорт Мері Джо Фернандес  | 6–3, 6–2            |
| Переможниця | 62. | 10 лютого 1997    | Париж            | Килим      | Мартіна Хінгіс        | Александра Фусаї Ріта Гранде         | 6–3, 6–0            |
| Фіналістка  | 42. | 31 березня 1997   | Гілтон-Гед       | Ґрунт      | Ліндсі Девенпорт      | Мартіна Хінгіс Мері Джо Фернандес    | 7–5, 4–6, 6–1       |
| Переможниця | 63. | 7 квітня 1997     | Амелія Айленд    | Ґрунт      | Ліндсі Девенпорт      | Ніколь Арендт Манон Боллеграф        | 6–3, 6–0            |
| Переможниця | 64. | 12 травня 1997    | Берлін           | Ґрунт      | Ліндсі Девенпорт      | Джиджі Фернандес Наташа Звєрєва      | 6–2, 3–6, 6–2       |
| Переможниця | 65. | 25 серпня 1997    | US Open          | Тверде     | Ліндсі Девенпорт      | Джиджі Фернандес Наташа Звєрєва      | 6–3, 6–4            |
| Переможниця | 66. | 22 вересня 1997   | Лейпциг          | Килим      | Мартіна Хінгіс        | Яюк Басукі Гелена Сукова             | 6–2, 6–2            |
| Фіналістка  | 43. | 6 жовтня 1997     | Фільдерштадт     | Тверде (i) | Ліндсі Девенпорт      | Мартіна Хінгіс Аранча Санчес Вікаріо | 7–6(4), 3–6, 7–6(3) |
| Фіналістка  | 44. | 10 листопада 1997 | Філадельфія      | Килим      | Ліндсі Девенпорт      | Ліза Реймонд Ренне Стаббс            | 6–3, 7–5            |
| Переможниця | 67. | 17 листопада 1997 | Нью-Йорк         | Килим      | Ліндсі Девенпорт      | Александра Фусаї Наталі Тозья        | 6–7(5), 6–3, 6–2    |
| Переможниця | 68. | 19 березня 1998   | Маямі            | Тверде     | Мартіна Хінгіс        | Аранча Санчес Вікаріо Наташа Звєрєва | 6–2, 3–6, 6–3       |
| Фіналістка  | 45. | 27 квітня 1998    | Гамбург          | Ґрунт      | Мартіна Хінгіс        | Барбара Шетт Патті Шнідер            | 7–6(3), 3–6, 6–3    |
| Переможниця | 69. | 25 травня 1998    | Ролан Гаррос     | Ґрунт      | Мартіна Хінгіс        | Ліндсі Девенпорт Наташа Звєрєва      | 6–1, 7–6(4)         |
| Переможниця | 70. | 15 червня 1998    | Істборн          | Трава      | Маріан де Свардт      | Аранча Санчес Вікаріо Наташа Звєрєва | 6–1, 6–3            |
| Переможниця | 71. | 22 червня 1998    | Вімблдон         | Трава      | Мартіна Хінгіс        | Ліндсі Девенпорт Наташа Звєрєва      | 6–3, 3–6, 8–6       |
| Переможниця | 72. | 17 серпня 1998    | Монреаль         | Тверде     | Мартіна Хінгіс        | Яюк Басукі Каролін Віс               | 6–3, 6–4            |
| Фіналістка  | 46. | 24 серпня 1998    | Нью-Гейвен       | Тверде     | Маріан де Свардт      | Александра Фусаї Наталі Тозья        | 6–1, 6–0            |
| Переможниця | 73. | 31 серпня 1998    | US Open          | Тверде     | Мартіна Хінгіс        | Ліндсі Девенпорт Наташа Звєрєва      | 6–3, 6–3            |
| Фіналістка  | 47. | 1 лютого 1999     | Токіо            | Килим      | Мартіна Хінгіс        | Ліндсі Девенпорт Наташа Звєрєва      | 6–2, 6–3            |
| Фіналістка  | 48. | 5 березня 1999    | Індіан-Веллс     | Тверде     | Мері Джо Фернандес    | Мартіна Хінгіс Анна Курнікова        | 6–2, 6–2            |
| Переможниця | 74. | 18 березня 1999   | Маямі            | Тверде     | Мартіна Хінгіс        | Мері Джо Фернандес Моніка Селеш      | 0–6, 6–4, 7–6(1)    |
| Переможниця | 75. | 29 березня 1999   | Гілтон-Гед       | Ґрунт      | Олена Ліховцева       | Барбара Шетт Патті Шнідер            | 6–1, 6–4            |
| Фіналістка  | 49. | 26 квітня 1999    | Гамбург          | Ґрунт      | Аманда Кетцер         | Лариса Нейланд Аранча Санчес Вікаріо | 6–2, 6–1            |
| Фіналістка  | 50. | 10 травня 1999    | Берлін           | Ґрунт      | Патрісія Тарабіні     | Александра Фусаї Наталі Тозья        | 6–3, 7–5            |
| Фіналістка  | 51. | 14 червня 1999    | Істборн          | Трава      | Наташа Звєрєва        | Мартіна Хінгіс Анна Курнікова        | 6–4, ret.           |
| Переможниця | 76. | 16 серпня 1999    | Торонто          | Тверде     | Мері П'єрс            | Лариса Нейланд Аранча Санчес Вікаріо | 6–3, 2–6, 6–3       |
| Фіналістка  | 52. | 23 серпня 1999    | Нью-Гейвен       | Тверде     | Олена Ліховцева       | Ліза Реймонд Ренне Стаббс            | 7–6(1), 6–2         |

## Успіхи за роками
Наведена нижче таблиця допомагає розшифрувати умовні позначення в таблиці виступів тенісиста.
| Умовні позначення виступів | Умовні позначення виступів                | Умовні позначення виступів | Умовні позначення виступів |
| -------------------------- | ----------------------------------------- | -------------------------- | -------------------------- |
| В/У                        | Відношення виграшів до участі на турнірах | В-П                        | Виграш-Поразка             |
| ТН                         | Турнір не проводився                      | Н                          | Тенісист не брав участі    |
| КР                         | програв у кваліфікаційному турнірі        | #Р                         | попередні раунди турніру   |
| ЧФ                         | тенісист досяг чвертьфіналу               | ПФ                         | тенісист досяг півфіналу   |
| Ф                          | тенісист програв у фіналі                 | Ч                          | Чемпіон турніру            |

### В одиночному розряді
|                         | Чехословаччина | Чехословаччина | Чехословаччина | Чехословаччина | Чехословаччина | Чехословаччина | Чехословаччина | Чехословаччина | Чехія | Чехія | Чехія | Чехія | Чехія | Чехія | Чехія |       |
| Турнір                  | 1985           | 1986           | 1987           | 1988           | 1989           | 1990           | 1991           | 1992           | 1993  | 1994  | 1995  | 1996  | 1997  | 1998  | 1999  | W–L   |
| Турніри Великого шолому |                |                |                |                |                |                |                |                |       |       |       |       |       |       |       |       |
| Australian Open         | Н              | Н              | Н              | 1Р             | 3Р             | 3Р             | Ф              | 4Р             | 2Р    | ЧФ    | 4Р    | Н     | Н     | Н     | 3Р    | 23–9  |
| Ролан Гаррос            | Н              | 1Р             | 3Р             | 1Р             | ЧФ             | ПФ             | ЧФ             | 4Р             | ЧФ    | 1Р    | 3Р    | ПФ    | 3Р    | ЧФ    | 4Р    | 41–14 |
| Вімблдон                | Н              | 1Р             | 4Р             | 2Р             | 4Р             | ЧФ             | 2Р             | 3Р             | Ф     | ЧФ    | ПФ    | ЧФ    | Ф     | Ч     | ЧФ    | 53–13 |
| US Open                 | Н              | КР             | 4Р             | 1Р             | 2Р             | ЧФ             | 4Р             | 1Р             | 4Р    | ПФ    | ЧФ    | ЧФ    | ЧФ    | ПФ    | 3Р    | 39–14 |
| Статистика за кар'єру   |                |                |                |                |                |                |                |                |       |       |       |       |       |       |       |       |
| Рейтинг на кінець року  | 306            | 171            | 47             | 35             | 11             | 13             | 7              | 10             | 6     | 4     | 11    | 5     | 2     | 3     | NR    |       |

### В парному розряді
| Australian Open        | NH        | Н         | ЧФ        | ПФ        | Ч         | Ф         | ЧФ        | ЧФ        | ПФ        | Ч         | Н         | Н         | Н         | 3Р        | 2 / 9   | 36–7   |
| Ролан Гаррос           | 2Р        | 3Р        | Н         | ПФ        | Ч         | Ч         | ПФ        | Ф         | Н         | Ф         | ПФ        | 3Р        | Ч         | ЧФ        | 3 / 12  | 48–9   |
| Вімблдон               | Н         | 2Р        | 3Р        | Ч         | Ч         | Ф         | Ф         | Ф         | Ф         | Ч         | ЧФ        | ЧФ        | Ч         | ПФ        | 4 / 13  | 56–8   |
| US Open                | Н         | 3Р        | 3Р        | 3Р        | Ф         | Ф         | Ф         | 2Р        | Ч         | ЧФ        | Ф         | Ч         | Ч         | 3Р        | 3 / 13  | 49–10  |
| Win–Loss               | 1–1       | 5–3       | 7–3       | 16–3      | 23–1      | 21–3      | 17–4      | 14–4      | 15–2      | 19–2      | 12–3      | 11–1      | 18–0      | 10–4      | 12 / 47 | 189–32 |
| Фінальний турнір року  |           |           |           |           |           |           |           |           |           |           |           |           |           |           |         |        |
| Чемпіонат WTA          | Н         | ЧФ        | Н         | ПФ        | ЧФ        | Ф         | Ф         | Ф         | Ф         | Ч         | Ф         | Ч         | ЧФ        | Н         | 2 / 11  | 17–9   |
| Турніри I категорії    |           |           |           |           |           |           |           |           |           |           |           |           |           |           |         |        |
| Токіо                  | Не I кат. | Не I кат. | Не I кат. | Не I кат. | Не I кат. | Не I кат. | Не I кат. | ПФ        | Н         | Н         | Н         | Н         | Н         | Ф         | 0 / 2   | 5–2    |
| Індіан-Веллс           | ТН        | ТН        | ТН        | Не I кат. | Не I кат. | Не I кат. | Не I кат. | Не I кат. | Не I кат. | Не I кат. | Н         | Н         | Н         | Ф         | 0 / 1   | 4–1    |
| Маямі                  | Не I кат. | Не I кат. | Не I кат. | Не I кат. | Ч         | Ф         | Н         | Ч         | ПФ        | Ч         | Ч         | 3Р        | Ч         | Ч         | 6 / 9   | 37–3   |
| Чарльстон              | Не I кат. | Не I кат. | Не I кат. | Не I кат. | Н         | ЧФ        | Ф         | Н         | Н         | Н         | Ч         | Ф         | ПФ        | Ч         | 2 / 6   | 17–4   |
| Рим                    | ТН        | Не I кат. | Не I кат. | Не I кат. | Н         | Н         | Н         | Ч         | Н         | Н         | Н         | Н         | Н         | Н         | 1 / 1   | 4–0    |
| Берлін                 | Не I кат. | Не I кат. | Не I кат. | Не I кат. | Ф         | ПФ        | Ч         | A         | Ф         | ПФ        | Н         | Ч         | ЧФ        | Ф         | 2 / 8   | 23–6   |
| Монреаль / Торонто     | Не I кат. | Не I кат. | Не I кат. | Не I кат. | Н         | Н         | Н         | Ч         | Н         | ПФ        | Н         | Н         | Ч         | Ч         | 3 / 4   | 14–1   |
| Цюрих                  | Не I кат. | Не I кат. | Не I кат. | Не I кат. | Не I кат. | Не I кат. | Не I кат. | ПФ        | Н         | ЧФ        | Н         | ПФ        | Н         | Н         | 0 / 3   | 5–3    |
| Москва                 | ТН        | ТН        | ТН        | ТН        | ТН        | ТН        | ТН        | ТН        | ТН        | ТН        | Не I кат. | Н         | Н         | Н         | 0 / 0   | 0–0    |
| Чикаго                 | Не I кат. | Не I кат. | Не I кат. | Не I кат. | Н         | Не I кат. | Не I кат. | Не I кат. | Не I кат. | Не I кат. | Не I кат. | Не I кат. | Не I кат. | Не I кат. | 0 / 0   | 0–0    |
| Бока-Ратон             | Не I кат. | Не I кат. | Не I кат. | Не I кат. | Не I кат. | A         | A         | Не I кат. | Не I кат. | Не I кат. | ТН        | ТН        | ТН        | ТН        | 0 / 0   | 0–0    |
| Філадельфія            | ТН        | ТН        | ТН        | ТН        | ТН        | Не I кат. | Не I кат. | A         | A         | A         | Не I кат. | Не I кат. | Не I кат. | Не I кат. | 0 / 0   | 0–0    |
| Статистика за кар'єру  |           |           |           |           |           |           |           |           |           |           |           |           |           |           |         |        |
| Рейтинг на кінець року | 137       | 24        | 13        | 5         | 2         | 1         | 4         | 4         | 4         | 2         | 3         | 6         | 3         | NR        |         |        |

### В змішаному парному розряді
|                         | Чехословаччина | Чехословаччина | Чехословаччина | Чехословаччина | Чехословаччина | Чехія | Чехія |      |
| Турнір                  | 1988           | 1989           | 1990           | 1991           | 1992           | 1993  | 1994  | В–П  |
| Турніри Великого шолома |                |                |                |                |                |       |       |      |
| Australian Open         | Ч              | Ч              | Н              | Н              | Н              | Н     | Н     | 10–0 |
| Ролан Гаррос            | Н              | Н              | Н              | Н              | 2Р             | Н     | Н     | 0–1  |
| Вімблдон                | 2Р             | Ч              | ПФ             | Н              | Н              | Н     | Н     | 11–2 |
| US Open                 | Ч              | 2Р             | Н              | Н              | Н              | Н     | Ф     | 10–2 |

## Нагороди і визнання
- 1989: Найкраща пара року WTA з Геленою Суковою
- 1990: Найкраща пара року WTA з Геленою Суковою
- 1991: Найкраща пара року WTA з Джиджі Фернандес
- 1996: Найкраща пара року WTA з Аранчею Санчес-Вікарі
- 1997: Чемпіонат світу ITF, парний розряд з Ліндсі Девенпорт
- 1998: Найкраща пара року WTA з Мартіною Хінгіс
- 2005: Міжнародна тенісна зала слави

## Призові за кар'єру у WTA Tour
| Рік        | Титулів у Великому шоломі в одиночному розряді | WTA одиночних титулів | загалом одиночних титулів | Призові ($)                                                | Місце за призовими                                 |
| ---------- | ---------------------------------------------- | --------------------- | ------------------------- | ---------------------------------------------------------- | -------------------------------------------------- |
| 1986–88    | 0                                              | 1                     | 1                         | 439,958 [Архівовано 11 серпня 2011 у Wayback Machine.]     | n/a [Архівовано 11 серпня 2011 у Wayback Machine.] |
| 1989       | 0                                              | 1                     | 1                         | 360,896 [Архівовано 11 серпня 2011 у Wayback Machine.]     | 7 [Архівовано 11 серпня 2011 у Wayback Machine.]   |
| 1990       | 0                                              | 1                     | 1                         | 645,500 [Архівовано 11 серпня 2011 у Wayback Machine.]     | 5 [Архівовано 11 серпня 2011 у Wayback Machine.]   |
| 1991       | 0                                              | 2                     | 2                         | 766,369 [Архівовано 11 серпня 2011 у Wayback Machine.]     | 6 [Архівовано 11 серпня 2011 у Wayback Machine.]   |
| 1992       | 0                                              | 0                     | 0                         | 511,184 [Архівовано 11 серпня 2011 у Wayback Machine.]     | 8 [Архівовано 11 серпня 2011 у Wayback Machine.]   |
| 1993       | 0                                              | 2                     | 2                         | 926,646 [Архівовано 9 листопада 2011 у Wayback Machine.]   | 6 [Архівовано 9 листопада 2011 у Wayback Machine.] |
| 1994       | 0                                              | 3                     | 3                         | 876,119 [Архівовано 11 серпня 2011 у Wayback Machine.]     | 4 [Архівовано 11 серпня 2011 у Wayback Machine.]   |
| 1995       | 0                                              | 1                     | 1                         | 787,936 [Архівовано 17 квітня 2012 у Wayback Machine.]     | 5 [Архівовано 17 квітня 2012 у Wayback Machine.]   |
| 1996       | 0                                              | 4                     | 4                         | 1,354,307 [Архівовано 9 листопада 2011 у Wayback Machine.] | 3 [Архівовано 9 листопада 2011 у Wayback Machine.] |
| 1997       | 0                                              | 4                     | 4                         | 1,685,115 [Архівовано 11 серпня 2011 у Wayback Machine.]   | 2 [Архівовано 11 серпня 2011 у Wayback Machine.]   |
| 1998       | 1                                              | 3                     | 4                         | 2,153,800 [Архівовано 11 серпня 2011 у Wayback Machine.]   | 3 [Архівовано 11 серпня 2011 у Wayback Machine.]   |
| 1999       | 0                                              | 1                     | 1                         | 741,454 [Архівовано 11 серпня 2011 у Wayback Machine.]     | 11 [Архівовано 11 серпня 2011 у Wayback Machine.]  |
| За кар'єру | 1                                              | 23                    | 24                        | 11,249,284 [Архівовано 26 грудня 2018 у Wayback Machine.]  | 19 [Архівовано 26 грудня 2018 у Wayback Machine.]  |

## Рахунок проти інших провідних гравчинь
Рахунок виграшів-поразок Новотної проти інших гравчинь, які належали до провідної десятки рейтингу:
Гравчині під № 1 виділені жирним.
- Аранча Санчес Вікаріо 11–10
- Іва Майолі 8–3
- Анке Хубер 8–4
- / Наташа Звєрєва 8–4
- Домінік Монамі 7–0
- Сандрін Тестю 7–0
- Мері Джо Фернандес 7–4
- Жюлі Алар-Декюжі 6–0
- Ірина Спирля 6–0
- Патті Шнідер 6–2
- Джо Дьюрі 5–0
- Магдалена Малєєва 5–1
- Мері П'єрс 5–1
- Ай Суґіяма 5–2
- Наталі Тозья 5–4
- Дженніфер Капріаті 4–0
- / Каріна Габшудова 4–0
- Анна Курнікова 4–0
- Катаріна Ліндквіст 4–1
- Кончіта Мартінес 4–1
- Барбара Шетт 4–1
- Бренда Шульц-Маккарті 4–3
- // Моніка Селеш 4–4
- / Гелена Сукова 4–4
- Штеффі Граф 4–29
- Ліза Бондер 3–0
- Лорі Макніл 3–0
- Зіна Гаррісон 3–1
- Вінус Вільямс 3–1
- Клаудіа Коде-Кільш 3–2
- Аманда Кетцер 3–3
- Катерина Малєєва 3–3
- Мартіна Хінгіс 3–9
- Габріела Сабатіні 3–10
- Сільвія Ханіка 2–0
- Венді Тернбулл 2–0
- / Мануела Малеєва 2–1
- Амелі Моресмо 2–1
- Андреа Темешварі 2–1
- Кіміко Дате-Крумм 2–2
- Барбара Паулюс 2–2
- Кеті Ріналді 2–2
- Пем Шрайвер 2–3
- Чанда Рубін 1–2
- / Мартіна Навратілова 1–6
- Беттіна Бунге 0–1
- Барбара Поттер 0–1
- Серена Вільямс 0–1
- Кріс Еверт 0–3
- Ліндсі Девенпорт 0–6